# Słowackie odznaczenia

## Lista odznaczeń słowackich z baretkami
| Baretka                                        | Nazwa polska                                                                                       | Nazwa słowacka                                                                               |
| Odznaczenia II Republiki Słowackiej (od 1993)  | Odznaczenia II Republiki Słowackiej (od 1993)                                                      | Odznaczenia II Republiki Słowackiej (od 1993)                                                |
| ---------------------------------------------- | -------------------------------------------------------------------------------------------------- | -------------------------------------------------------------------------------------------- |
|                                                | Order Andreja Hlinki I Klasy                                                                       | Rad Andreja Hlinku I. trieda                                                                 |
|                                                | Order Andreja Hlinki II Klasy                                                                      | Rad Andreja Hlinku II. trieda                                                                |
|                                                | Order Andreja Hlinki III Klasy                                                                     | Rad Andreja Hlinku III. trieda                                                               |
|                                                | Order Ľudovíta Štúra I Klasy                                                                       | Rad Ľudovíta Štúra I. trieda                                                                 |
|                                                | Order Ľudovíta Štúra II Klasy                                                                      | Rad Ľudovíta Štúra II. trieda                                                                |
|                                                | Order Ľudovíta Štúra III Klasy                                                                     | Rad Ľudovíta Štúra III. trieda                                                               |
|                                                | Order Podwójnego Białego Krzyża I Klasy                                                            | Rad Bieleho dvojkríža I. trieda                                                              |
|                                                | Order Podwójnego Białego Krzyża II Klasy                                                           | Rad Bieleho dvojkríža II. trieda                                                             |
|                                                | Order Podwójnego Białego Krzyża III Klasy                                                          | Rad Bieleho dvojkríža III. trieda                                                            |
|                                                | Krzyż Milana Rastislava Štefánika I Klasy                                                          | Kríž Milana Rastislava Štefánika I. trieda                                                   |
|                                                | Krzyż Milana Rastislava Štefánika II Klasy                                                         | Kríž Milana Rastislava Štefánik II. triedaa                                                  |
|                                                | Krzyż Milana Rastislava Štefánika III Klasy                                                        | Kríž Milana Rastislava Štefánika III. trieda                                                 |
|                                                | Krzyż Pribiny I Klasy                                                                              | Pribinov Kriz I. trieda                                                                      |
|                                                | Krzyż Pribiny II Klasy                                                                             | Pribinov Kriz II. trieda                                                                     |
|                                                | Krzyż Pribiny III Klasy                                                                            | Pribinov Kriz III. trieda                                                                    |
|                                                | Krzyż Prezydenta Republiki Słowackiej (2001–2008)                                                  | Kriz Prezidenta Slovenskej republiky                                                         |
|                                                | Medal Prezydenta Republiki Słowackiej (2001–2008)                                                  | Medaila Prezidenta Slovenskej republiky                                                      |
|                                                | Medal Prezydenta Republiki Słowackiej (od 2008)                                                    | Medaila Prezidenta Slovenskej republiky                                                      |
|                                                | Dziękczynny Medal                                                                                  | Ďakovná medaila                                                                              |
|                                                | Medal za Odwagę                                                                                    | Medaila za Statočnosť                                                                        |
|                                                | Krzyż za Wierność Siłom Zbrojnym Republiki Słowackiej I stopnia                                    | Kríž Za vernosť Ozbrojeným silám Slovenskej republiky I. stupňa                              |
|                                                | Krzyż za Wierność Siłom Zbrojnym Republiki Słowackiej II stopnia                                   | Kríž Za vernosť Ozbrojeným silám Slovenskej republiky II. stupňa                             |
|                                                | Krzyż za Wierność Siłom Zbrojnym Republiki Słowackiej III stopnia                                  | Kríž Za vernosť Ozbrojeným silám Slovenskej republiky III. stupňa                            |
|                                                | Medal Za Służbę w Misjach Pokojowych Sił Zbrojnych Rep. Słowackiej I Stopnia (1994-2002)           | Medaila Za službu v mierových misiách Armády Slovenskej republiky (1. stupeň) – 1994-2002    |
|                                                | Medal Za Służbę w Misjach Pokojowych Sił Zbrojnych Rep. Słowackiej II Stopnia (1994-2002)          | Medaila Za službu v mierových misiách Armády Slovenskej republiky (2. stupeň) – 1994-2002    |
|                                                | Medal Za Służbę w Misjach Pokojowych Sił Zbrojnych Rep. Słowackiej III Stopnia (1994-2002)         | Medaila Za službu v mierových misiách Armády Slovenskej republiky (3. stupeň) – 1994-2002    |
|                                                | Medal za Służbę w Pokojowych Misjach Obserwacyjnych (I); od 2002                                   | Medaila Za službu v mierových pozorovateľských misiách (I); od 2002                          |
|                                                | Medal za Służbę w Pokojowych Misjach Obserwacyjnych (II); od 2002                                  | Medaila Za službu v mierových pozorovateľských misiách (II); od 2002                         |
|                                                | Medal za Służbę w Pokojowych Misjach Obserwacyjnych (III); od 2002                                 | Medaila Za službu v mierových pozorovateľských misiách (III); od 2002                        |
|                                                | Medal za Służbę w Pokojowych Misjach Obserwacyjnych (IV); od 2002                                  | Medaila Za službu v mierových pozorovateľských misiách (IV); od 2002                         |
|                                                | Medal za Służbę w Pokojowych Misjach Obserwacyjnych (V); od 2002                                   | Medaila Za službu v mierových pozorovateľských misiách (V); od 2002                          |
|                                                | Medal za Służbę w Pokojowych Misjach Obserwacyjnych (VI); od 2002                                  | Medaila Za službu v mierových pozorovateľských misiách (VI); od 2002                         |
|                                                | Medal za Pomoc Humanitarną                                                                         | Medaila Za humanitárnu pomoc                                                                 |
|                                                | Krzyż Pamiątkowy za Udział w Operacji Wojskowej (Afganistan)                                       | Pamätný kríž Za účasť vo vojenskej operácii (Afganistan)                                     |
|                                                | Krzyż Pamiątkowy za Udział w Operacji Wojskowej (Bośnia i Hercegowina)                             | Pamätný kríž Za účasť vo vojenskej operácii (Bosna a Hercegovina)                            |
|                                                | Krzyż Pamiątkowy za Udział w Operacji Wojskowej (Kosowo)                                           | Pamätný kríž Za účasť vo vojenskej operácii (Kosovo)                                         |
|                                                | Medal Pamiątkowy Ministra Obrony Republiki Słowackiej I stopnia                                    | Pamätná medaila ministra obrany Slovenskej republiky I. stupňa                               |
|                                                | Medal Pamiątkowy Ministra Obrony Republiki Słowackiej II stopnia                                   | Pamätná medaila ministra obrany Slovenskej republiky II. stupňa                              |
|                                                | Medal Pamiątkowy Ministra Obrony Republiki Słowackiej III stopnia                                  | Pamätná medaila ministra obrany Slovenskej republiky III. stupňa                             |
|                                                | Medal Wojskowej Kancelarii Prezydenta Republiki Słowackiej                                         | Medaila Vojenskej kancelárie prezidenta Slovenskej republiky                                 |
|                                                | Medal Żandarmerii Wojskowej I stopnia                                                              | Medaila Vojenskej polície (1. stupeň)                                                        |
|                                                | Medal Żandarmerii Wojskowej II stopnia                                                             | Medaila Vojenskej polície (2. stupeň)                                                        |
|                                                | Medal Żandarmerii Wojskowej III stopnia                                                            | Medaila Vojenskej polície (3. stupeň)                                                        |
| bez wstążki                                    | Odznaka Honorowa Sił Zbrojnych Republiki Słowackiej                                                | Čestný odznak ozbrojeným silám Slovenskej republiky                                          |
| bez wstążki                                    | Odznaka Szafa Sztabu Generalnego Sił Zbrojnych Republiki Słowackiej                                | Odznak náčelníka Generálneho štábu ozbrojeným silám Slovenskej republiky                     |
|                                                | Krzyż pamiątkowy Szefa Sztabu Generalnego Sił Zbrojnych Republiki Słowackiej I stopnia (od 2005)   | Pamätný kríž náčelníka Generálneho štábu ozbrojených síl Slovenskej republiky I. stupňa      |
|                                                | Krzyż pamiątkowy Szefa Sztabu Generalnego Sił Zbrojnych Republiki Słowackiej II stopnia (od 2005)  | Pamätný kríž náčelníka Generálneho štábu ozbrojených síl Slovenskej republiky II. stupňa     |
|                                                | Krzyż pamiątkowy Szefa Sztabu Generalnego Sił Zbrojnych Republiki Słowackiej III stopnia (od 2005) | Pamätný kríž náčelníka Generálneho štábu ozbrojených síl Slovenskej republiky III. stupňa    |
|                                                | Medal pamiątkowy Szefa Sztabu Generalnego Sił Zbrojnych Republiki Słowackiej I stopnia (do 2005)   | Pamätná medaila náčelníka Generálneho štábu ozbrojených síl Slovenskej republiky I. stupňa   |
|                                                | Medal pamiątkowy Szefa Sztabu Generalnego Sił Zbrojnych Republiki Słowackiej II stopnia (do 2005)  | Pamätná medaila náčelníka Generálneho štábu ozbrojených síl Slovenskej republiky II. stupňa  |
|                                                | Medal pamiątkowy Szefa Sztabu Generalnego Sił Zbrojnych Republiki Słowackiej III stopnia (do 2005) | Pamätná medaila náčelníka Generálneho štábu ozbrojených síl Slovenskej republiky III. stupňa |
|                                                | Medal Kontrwywiadu Wojskowego I stopnia                                                            | Medaila Vojenského obranného spravodajstva I. stupňa                                         |
|                                                | Medal Kontrwywiadu Wojskowego II stopnia                                                           | Medaila Vojenského obranného spravodajstva II. stupňa                                        |
|                                                | Medal Kontrwywiadu Wojskowego III stopnia                                                          | Medaila Vojenského obranného spravodajstva III. stupňa                                       |
|                                                | Medal Służby Wywiadu Wojskowego I stopnia                                                          | Medaila Vojenskej spravodajskej služby I. stupňa                                             |
|                                                | Medal Służby Wywiadu Wojskowego II stopnia                                                         | Medaila Vojenskej spravodajskej služby II. stupňa                                            |
|                                                | Medal Służby Wywiadu Wojskowego III stopnia                                                        | Medaila Vojenskej spravodajskej služby III. stupňa                                           |
|                                                | Medal Żandarmerii Wojskowej I stopnia                                                              | Medaila Vojenskej polície I. stupňa                                                          |
|                                                | Medal Żandarmerii Wojskowej II stopnia                                                             | Medaila Vojenskej polície II. stupňa                                                         |
|                                                | Medal Żandarmerii Wojskowej III stopnia                                                            | Medaila Vojenskej polície III. stupňa                                                        |
|                                                | Medal Za rany odniesione w walce (za pierwsze zranienie)                                           | Medaila Za zranenie v boji (za prvé zranenie)                                                |
|                                                | Medal Za rany odniesione w walce (za drugie zranienie)                                             | Medaila Za zranenie v boji (za druhé zranenie)                                               |
|                                                | Medal Za rany odniesione w walce (za trzecie zranienie)                                            | Medaila Za zranenie v boji (za tretie zranenie)                                              |
|                                                | Medal Pamiątkowy 15. Rocznicy Utworzenia Sił Zbrojnych Rep. Słowackiej                             | Pamätná medaila k 15. výročiu vzniku Ozbrojených síl Slovenskej republiky                    |
|                                                | Medal Pamiątkowy 20. Rocznicy Utworzenia Sił Zbrojnych Rep. Słowackiej                             | Pamätná medaila k 20. výročiu vzniku Ozbrojených síl Slovenskej republiky                    |
|                                                | Medal Pamiątkowy 25. Rocznicy Utworzenia Sił Zbrojnych Rep. Słowackiej                             | Pamätná medaila k 25. výročiu vzniku Ozbrojených síl Slovenskej republiky                    |
|                                                | Medal Pamiątkowy 50. Rocznicy Wyzwolenia Słowacji i Zakończenia II Wojny Światowej                 | Pamätná medaila 50. výročia oslobodenia Slovenska a konca 2. svetovej vojny                  |
|                                                | Medal Pamiątkowy 60. Rocznicy Zakończenia II Wojny Światowej                                       | Pamätná medaila k 60. výročiu ukončenia druhej svetovej vojny                                |
|                                                | Odznaka „Weteran Wojenny”                                                                          | Odznak "Vojnový veterán"                                                                     |
| Odznaczenia I Republiki Słowackiej (1939-1945) | |                                                                                              |
|                                                | Order Księcia Pribina                                                                              | Rad kniežaťa Pribinu                                                                         |
| (w przygot.)                                   | Order Krzyża Słowackiego                                                                           | Rad Slovenskeho kríža                                                                        |
|                                                | Krzyż Wojenny Zwycięstwa                                                                           | Vojenný víťazný kríž                                                                         |
| (w przygot.)                                   | Krzyż Zasługi Obrony Państwa                                                                       | Záslužný kríž obrany štátu                                                                   |
|                                                | Medal „Za bohaterstwo” klasy I                                                                     | Vyznamenanie „Za hrdinstvo” I. trieda                                                        |
|                                                | Medal „Za bohaterstwo” klasy II                                                                    | Vyznamenanie „Za hrdinstvo” II. trieda                                                       |
|                                                | Medal „Za bohaterstwo” klasy III                                                                   | Vyznamenanie „Za hrdinstvo” III. trieda                                                      |
|                                                | Medal Pamiątkowy za Obronę Słowacji w marcu 1939                                                   | Pamätná medaila za obranu Slovenska v marci 1939                                             |

## Kolejność noszenia odznaczeń państwowych
- A. Order Andreja Hlinki / Order Ľudovíta Štúra – wg daty otrzymania
- B. ordery czechosłowackie[b] – wg daty otrzymania
- C. Order Podwójnego Białego Krzyża
- D. ordery zagraniczne – wg daty otrzymania
- E. Krzyż Milana Rastislava Štefánika / Krzyż Pribiny – wg daty otrzymania
- F. Medal Prezydenta Republiki Słowackiej
- G. odznaczenia czechosłowackie[b] – wg daty otrzymania
- H. dalsze odznaczenia – wg klas, stopni lub daty otrzymania